# Roza Šanina
Roza Egorovna Šanina (in russo Роза Егоровна Шанина?; Ed'ma, 3 aprile 1924 – Prussia orientale, 28 gennaio 1945) è stata una militare sovietica, tiratrice scelta nella Seconda guerra mondiale.

## Biografia
Dopo aver frequentato una scuola per insegnanti, lavorò in un asilo. In seguito entrò nell'Accademia femminile per tiratori scelti a Podol'sk. Il 22 giugno 1943 Šanina fu arruolata nell'Armata Rossa e il 2 aprile 1944 si unì alla 184ª divisione fucilieri, nella quale fu creato un plotone di tiratrici.

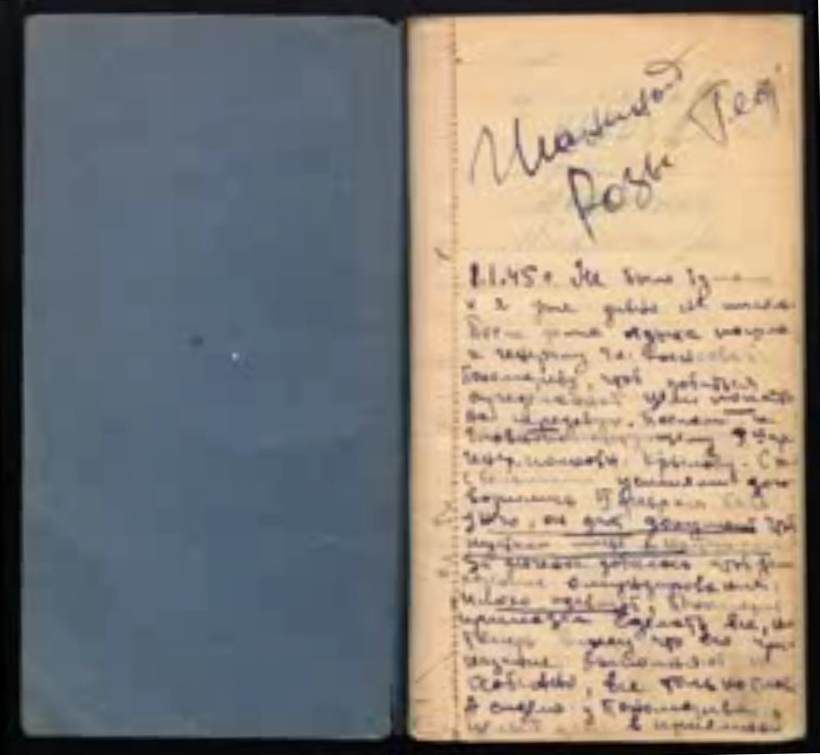
Una pagina del suo diario

Da cecchina Šanina uccise 54 soldati nemici, tra cui 12 tiratori scelti. Ricevette l'Ordine della Gloria il 18 giugno e il 2 aprile 1944.  Si narra che un giorno ricevette l'ordine del comandante del battaglione di rientrare, e Šanina rispose: "Ritornerò dopo la battaglia". A queste parole si ispirò il libro From The Battle Returned di Nikolaj Žuravljov.
Il 2 dicembre 1944 Roza fu colpita a una spalla e il 27 dicembre ricevette la Medaglia per il coraggio. Šanina morì in battaglia un mese dopo, il 28 gennaio 1945.

### Vita privata
Šanina aveva quattro fratelli: Michail, Fëdor, Sergej e Marat. Michail morì durante l'assedio di Leningrado nel 1941 e nello stesso anno morì anche Fëdor durante la Battaglia di Crimea. Sergej non tornò dalla guerra e l'unico sopravvissuto fu Marat.

## Citazioni e omaggi
- Nel 1965 vennero pubblicate diverse sue lettere e il suo diario di battaglia.
- Una strada di Arcangelo, in Russia, fu intitolata in suo onore.